# Cryptocarya helicina
Cryptocarya helicina är en lagerväxtart som beskrevs av André Joseph Guillaume Henri Kostermans. Cryptocarya helicina ingår i släktet Cryptocarya och familjen lagerväxter. Inga underarter finns listade i Catalogue of Life.